# 圣乔瓦尼-因马里尼亚诺
圣乔瓦尼-因马里尼亚诺是意大利艾米利亚-罗马涅大区里米尼省的一个镇，面积21.2平方公里，人口8,226人（2004年）。